# Distretto di Lityn
Il distretto di Lityn (in ucraino Літинський район?, Lityns'kyj raion) era un distretto dell'Ucraina situato nell'oblast' di Vinnycja; aveva per capoluogo Lityn e contava 36.894 abitanti (dato 2012). È stato soppresso con la riforma amministrativa del 2020.

## Geografia antropica
Il distretto era suddiviso in un insediamento di tipo urbano e 21 comuni rurali. Tra parentesi è indicata la popolazione al censimento 2001.

### Insediamenti di tipo urbano
- Lityn (6.971 abitanti)